# Radwan Yasser
Achmed Radwan Yasser (* 22. April 1972 in Ad-Daqahliyya) ist ein ehemaliger ägyptischer Fußballspieler.

## Verein
Yasser wechselte im Sommer 1996 von ägyptischen Club Baladia Mahala in die Bundesliga zum FC Hansa Rostock. Er blieb sechs Jahre bei den Hanseaten, absolvierte insgesamt 133 Bundesligaspiele und erzielte fünf Treffer. Seine Premiere in der Bundesliga gab er am vierten Spieltag der Saison 1996/97. Trainer Frank Pagelsdorf wechselte ihn beim Auswärtsspiel in Köln in der 69. Minute ein. Sein erstes Tor schoss er zwei Spieltage später, beim 2:0-Auswärtssieg gegen Fortuna Düsseldorf. In der Saison 1998/99 hatte Yasser einen sicheren Stammplatz und kam auf 33 Bundesligaeinsätze und fehlte lediglich ein Spiel wegen einer Gelbsperre.
Im DFB-Pokal lief Yasser insgesamt siebenmal auf und erzielte dabei ein Tor. Sein größter Erfolg war hier das Erreichen des Halbfinales in der Saison 1999/2000.
In der dritten Runde des UEFA Intertoto Cup 1998 kam Yasser zu zwei internationalen Einsätzen gegen den ungarischen Verein Debreceni Vasutas SC. Nach einem 1:1 im Hinspiel verlor er mit Hansa das Rückspiel im Ostseestadion mit 1:2 und schied aus dem Wettbewerb aus.
Nach sechs Jahren in Rostock lehnte Yasser 2002 ein weiteres Vertragsangebot des Vereins ab und ging zurück in sein Heimatland zu al Ahly Kairo. Nach zwei Saisons bei Al-Ahly, mit denen er 2003 den nationalen Pokal und Super-Cup gewann, spielte er noch eine Saison bei seinem früheren Verein Baladia Mahala und beendete anschließend seine Karriere.

## Nationalmannschaft
Yasser spielte insgesamt 58-mal für die ägyptische Nationalmannschaft. Dabei erzielte er 15 Tore.
Er nahm an den Afrikameisterschaften 1996, 1998, 2000 und 2002 teil. 1998 gewann er mit Ägypten den Titel. Er stand in allen sechs Partien im Kader und erzielte im Vorrundenspiel gegen Sambia ein Tor zum 4:0-Endstand. Im Viertelfinale gegen die Elfenbeinküste verwandelte er zusätzlich noch einen Strafstoß im Elfmeterschießen. Zwei Jahre später kam er auf zwei Vorrundenpartien und erzielte erneut einen Treffer gegen Sambia. Im Viertelfinale schied er mit dem Team gegen Tunesien aus. 2002 scheiterte er mit Ägypten erneut im Viertelfinale. Yasser bestritt dabei alle Partien.

## Einzelnachweis
1. ↑  kicker online, Radwan Yasser wird Hansa verlassen, 30. April 2002.

| Personendaten    | Personendaten              |
| ---------------- | -------------------------- |
| NAME             | Yasser, Radwan             |
| KURZBESCHREIBUNG | ägyptischer Fußballspieler |
| GEBURTSDATUM     | 22. April 1972             |
| GEBURTSORT       | Ad-Daqahliyya              |